# Gullveig

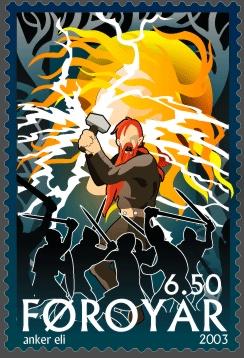
Imagen de la ejecución de Gullveig en un sello postal feroés.

En la mitología nórdica, Gullveig era una misteriosa diosa o giganta que inició la guerra entre los Æsir y los Vanir.
En una visita que realizó al Asgard, los aesir no la soportaron más, por lo cual crearon una hoguera en el centro de Glaðsheimr, mataron a Gullveig y la arrojaron a la hoguera. El problema fue que ella resucitaba, por lo cual los Æsir hicieron tres intentos, pero el resultado era siempre el mismo. Al ver cómo Gullveig salía de la hoguera la empezaron a llamar Heid (“brillante”).

## Atestiguación
Gullveig está atestiguada únicamente en el poema Völuspá de la Edda poética. En el poema, una völva recuerda que Gullveig fue atravesada por lanzas antes de ser quemada tres veces en la sala de Hárr (Hárr es uno de los nombres de Odín) y sin embargo resucitó las tres veces. La völva dijo que después de que fuera quemada se le llamó Heiðr. Heiðr era una völva que podía realizar grandes hazañas.

## Etimología
La etimología en nórdico antiguo de Gullveig es problemática. El primer elemento, Gull significa "oro". Sin embargo, el segundo, veig es "oscuro" (elemento presente en varios nombre en nórdico antiguo como Rannveig, Sölveig y Thórveig).

## Teoría
Varios eruditos como Gabriel Turville-Petre, Rudolf Simek y John Lindow han teorizado que Gullveig/Heiðr probablemente sea Freyja y que su implicación con los Æsir probablemente fue una causa de la guerra entre los Æsir y los Vanir.